# 俵国一

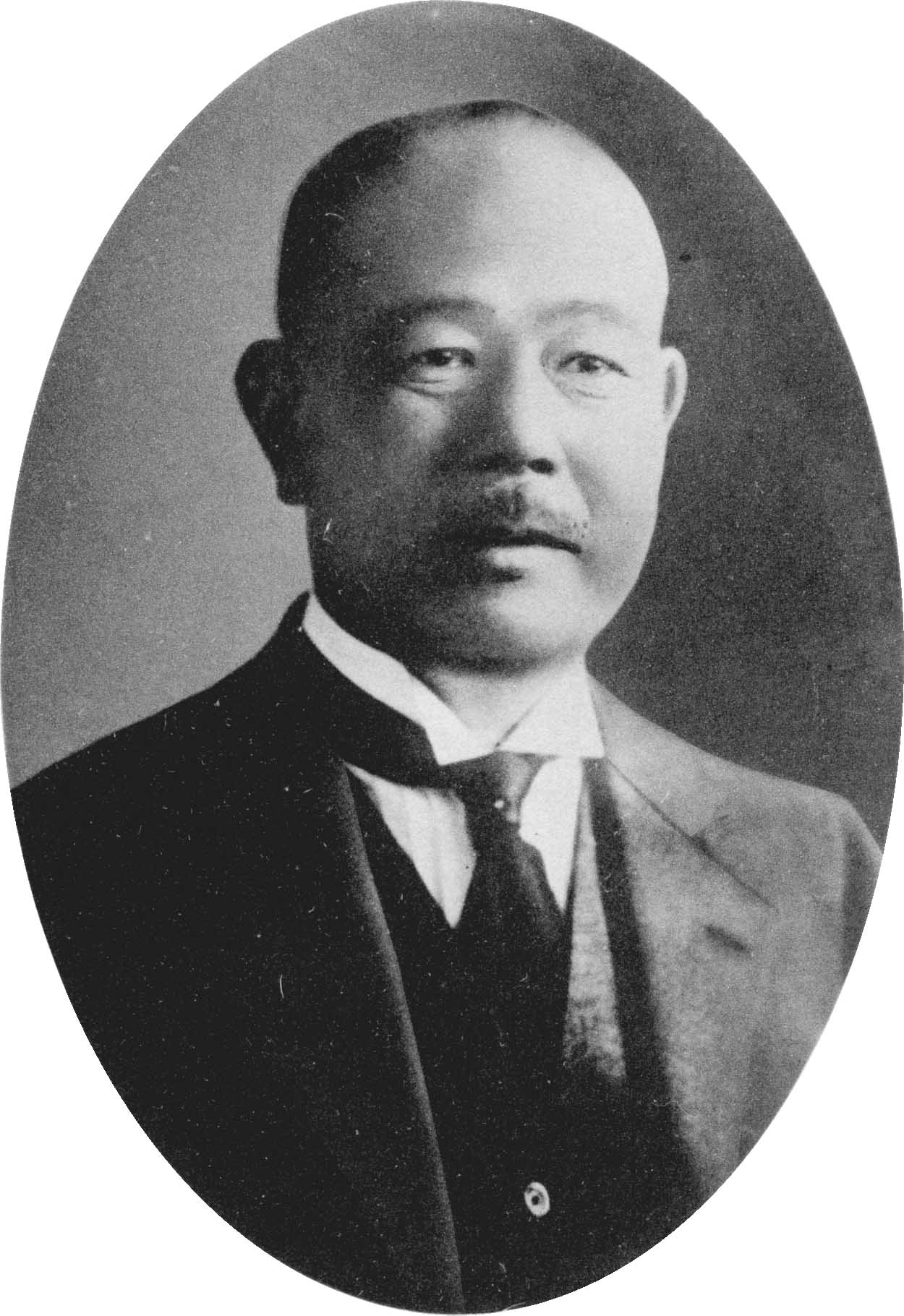
俵国一

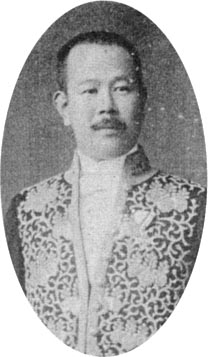
俵国一

俵 国一（たわら くにいち、1872年4月5日（明治5年2月28日） - 1958年（昭和33年）7月30日）は、日本の冶金学者。工学博士。東京帝国大学名誉教授。島根県平民。

## 来歴・人物
島根県浜田市出身。上京後、共立学校などを経て、東京帝国大学工科大学採鉱及冶金学科卒業。同大助教授、教授を経て、昭和7年（1932年）定年退官後は名誉教授となる。電気製鋼法にも通じた鉄鋼冶金学の権威で、金属顕微鏡を用いた金属組織研究で成果を残した。研究の一環としてたたら製鉄の科学的分析を行い『日本刀の科学的研究』などを著すなど、和鋼（たたら製鉄により生成される特殊鋼）と日本刀研究の第一人者であった。
1940年（昭和10年）には、「治金学上ヨリ見タル日本刀ノ特色」と題して昭和天皇に進講を行った。
学術団体である社団法人日本鉄鋼協会の設立にも尽力し、島根県安来市に所在する和鋼博物館の前身である和鋼記念館（日立製作所設立・日立金属・プロテリアル継承）の設立にも貢献があった。昭和21年（1946年）には文化勲章受章。千葉県一宮町に別荘を所有していた。
俵教授退官後の冶金学科教授には海軍造兵少将の吉川晴十が就任し、昭和21年（1946年）まで教授をつとめた。
第二代工学院(旧工手学校、現工学院大学)院長。1958年（昭和33年）に死去。死去にあたり祭粢料を賜った。墓所は雑司ヶ谷霊園。

## 栄典
- 1925年（大正14年）11月16日 - 従三位[3]
- 1910年（明治43年）12月26日 - 勲五等瑞宝章[4]

## 家族・親族

### 俵家
（島根県浜田市、東京市外大久保町百人町）
- 妻・ひさ（男爵加藤照麿妹[1]）
明治17年（1870年）8月生[1] - 没
- 男・信次[1]
明治37年（1904年）9月生[1] - 没

兄は政治家で濱口内閣商工相なども務めた俵孫一。政治評論家の俵孝太郎は孫一の孫。